# Musselburgh
Musselburgh ist die größte Gemeinde in East Lothian in Schottland. Sie liegt am Firth of Forth zehn Kilometer östlich vom Stadtzentrum Edinburghs. Sie gilt als eine der ältesten Gemeinden von Schottland.
1547 erlitt die schottische Armee nahe Musselburgh in der Schlacht bei Pinkie Cleugh eine verheerende Niederlage. Im Juni 1567 fand etwa zwei Kilometer südöstlich der Stadt die Schlacht von Carberry Hill statt, in der Maria Stuart unterlag, woraufhin sie auf Loch Leven Castle gefangengesetzt wurde.
Obwohl sich in Musselburgh der älteste Golfplatz der Welt, der Musselburgh Old Course, befindet, ist die Stadt vor allem für die dort stattfindenden Pferderennen bekannt. Außerdem liegt die Loretto School, das älteste Internat Schottlands, in Musselburgh. Seit dem Wintersemester 2007/08 befindet sich der Campus der Queen Margaret University in Musselburgh.

## Persönlichkeiten
- Hugh Halkett (1783–1863), General
- John Burnet (1784–1868), Maler und Kupferstecher
- David Macbeth Moir (1798–1851), Physiker und Schriftsteller
- Alexander Handyside Ritchie (1804–1870), Bildhauer
- Alexander Carrick (1882–1966), Bildhauer
- George Hurst (1926–2012), Dirigent und Musikprofessor
- Willie Park Jr. (1864–1925), Profigolfer
- David Seath (1914–1997), neuseeländischer Politiker
- Willie Fagan (1917–1992), Fußballspieler
- Tommy McLeod (1920–1999), Fußballspieler
- Doug Moran (* 1934), Fußballspieler
- John White (1937–1964), Fußballspieler
- Susan Deacon (* 1964), Politikerin
- Yvonne Murray (* 1964), Langstreckenläuferin
- Gary Anderson (* 1970), Dartspieler